# Championnat d'Afrique de tennis juniors
Le Championnat d'Afrique de tennis juniors est une compétition organisée annuellement depuis 1977

## Historique
L'édition 2009 fut organisée au Maroc, à Agadir du 6 au 18 avril. 
En 2014, le tournoi s'est tenu, 11 mars au 23 mars 2014, à Nairobi au Kenya avec 120 joueurs pour 27 pays africains.

## Palmarès

### Hommes
| Année | Vainqueur            |
| 1987  | Clément N'Goran      |
| 1991  | Hicham Arazi         |
| 1989  | Jean-Jacques Kouassi |
| 1991  | Ilou Lonfo           |
| 1993  | Claude N'Goran       |
| 1997  | Valentin Sanon       |
| 2001  | Lamine Ouahab        |
| 2005  | Anas Fattar          |
| 2006  | Houssam Yassine      |
| 2008  | Ahmed ben lakhal     |
| 2009  | Hicham Khaddari      |
| 2010  | Ahmed Amine Triki    |
| 2014  |                      |

### Femmes
| Année | Vainqueur              |
| 2006  | Fatima-Zahra El Allami |
| 2009  | Chanel Simmonds        |
| 2010  | Zarah Razafimahatratra |
| 2014  |                        |